# Myricaria
Genre
Myricaria est un genre de plantes de la famille des Tamaricaceae. Il comprend treize espèces que l'on rencontre dans la zone tempérée du nord de l'Europe et de l'Asie dont dix espèces en Chine. La seule espèce que l'on trouve en Europe est le Tamarin allemand (Myricaria germanica).

## Liste des espèces et variétés
Selon Catalogue of Life (24 avril 2016) :
- Myricaria albiflora Grierson & D.G. Long
- Myricaria bracteata Royle
- Myricaria davurica (Willd.) Ehrenb.
- Myricaria germanica
- Myricaria laxa W.W. Sm.
- Myricaria laxiflora (Franch.) P. Y. Zhang & Y. J. Zhang
- Myricaria longifolia (Willd.) Ehrenb.
- Myricaria paniculata P.Y. Zhang & Y.J. Zhang
- Myricaria platyphylla Maxim.
- Myricaria prostrata Hook. fil. & Thomson
- Myricaria pulcherrima Batalin
- Myricaria rosea W.W. Sm.
- Myricaria schartii Vassilcz.
- Myricaria squamosa Desv.
- Myricaria wardii C. Marquand

Selon NCBI (24 avril 2016) :
- Myricaria alopecuroides
- Myricaria bracteata
- Myricaria davurica
- Myricaria elegans
  - variété Myricaria elegans var. elegans
  - variété Myricaria elegans var. tsetangensis
- Myricaria germanica
- Myricaria laxiflora
- Myricaria longifolia
- Myricaria paniculata
- Myricaria platyphylla
- Myricaria prostrata
- Myricaria pulcherrima
- Myricaria rosea
- Myricaria squamosa
- Myricaria wardii

Selon The Plant List (24 avril 2016) :
- Myricaria albiflora Grierson & D.G. Long
- Myricaria davurica (Willd.) Ehrenb.
- Myricaria elegans Royle
- Myricaria germanica (L.) Desv.
- Myricaria laxa W.W. Sm.
- Myricaria laxiflora (Franch.) P.Y. Zhang & Y.J. Zhang
- Myricaria paniculata P.Y. Zhang & Y.J. Zhang
- Myricaria platyphylla Maxim.
- Myricaria prostrata Hook. f. & Thomson
- Myricaria pulcherrima Batalin
- Myricaria rosea W.W. Sm.
- Myricaria wardii C. Marquand

Selon Tropicos (24 avril 2016) (Attention liste brute contenant possiblement des synonymes) :
- Myricaria albiflora Grierson & D.G. Long
- Myricaria alopecuroides Schrenk ex Fisch. & C.A. Mey.
- Myricaria armena Boiss.
- Myricaria bracteata Royle
- Myricaria brevifolia Turcz.
- Myricaria dahurica DC.
- Myricaria davurica (Willd.) Ehrenb.
- Myricaria elegans Royle
- Myricaria germanica (L.) Desv.
- Myricaria hedinii Paulsen
- Myricaria hoffmeisteri Klotzsch & Garcke
- Myricaria laxa W.W. Sm.
- Myricaria laxiflora (Franch.) P.Y. Zhang & Y.J. Zhang
- Myricaria longifolia Ehrenb.
- Myricaria macrostachya Kar. & Kir.
- Myricaria paniculata P.Y. Zhang & Y.J. Zhang
- Myricaria platyphylla Maxim.
- Myricaria prostrata Hook. f. & Thomson
- Myricaria pulcherrima Batalin
- Myricaria rosea W.W. Sm.
- Myricaria scharti Vassilcz.
- Myricaria squamosa Desv.
- Myricaria vaginata Desv.
- Myricaria wardii C. Marquand